# 玛丽亚·珀杜拉鲁
玛丽亚·珀杜拉鲁（羅馬尼亞語：Maria Păduraru，1970年10月5日—），罗马尼亚女子赛艇运动员。她曾代表罗马尼亚参加1992年夏季奥林匹克运动会赛艇比赛，获得女子八人单桨有舵手银牌。